# Gurbanodelta
Gurbanodelta is een geslacht van uitgestorven zoogdieren dat behoort tot de Deltatheroida en daarmee verwant is aan de buideldieren. Dit dier leefde in het Paleoceen in oostelijk Azië.

## Fossiele vondsten
Fossiele kiezen van Gurbanodelta zijn gevonden in de provincie Xinjiang in de Volksrepubliek China. De vondsten dateren uit het Laat-Paleoceen in de Asian Land Mammal Age Gashatan.

## Kenmerken
Met een geschat gewicht van 4,3 gram is Gurbanodelta de kleinst bekende soort uit de Deltatheroida. Het is bovendien een van de kleinst bekende Metatheria en van vergelijkbaar formaat als de platkopbuidelmuis Planigale ingrami, het kleinste buideldier.

## Verwantschap
De Deltatheroida waren tot de beschrijving van Gurbanodelta in 2016 alleen bekend uit het Krijt. Gurbanodelta is ongeveer tien miljoen jaar jonger dan Nanocuris uit het laatste Krijt en geldt daarmee als lazarustaxon, een late overlever van een verder uitgestorven groep. Gurbanodelta is nauwer verwant aan de Noord-Amerikaanse Nanocuris dan aan de overige Aziatische deltatheroiden. Mogelijk bereikte Gurbanodelta of een directe voorouder Azië vanuit Noord-Amerika tijdens de uitwisseling van fauna tussen beide continenten in het Laat-Paleoceen waarbij ook knaagdieren, tillodonten en plesiadapiformen betrokken waren.